# Montongtangi
Montongtangi is een bestuurslaag in het regentschap Oost-Lombok van de provincie West-Nusa Tenggara, Indonesië. Montongtangi telt 6525 inwoners (volkstelling 2010).